# 카케가와 히로히코
카케가와 히로히코(일본어: 掛川 裕彦 かけがわ ひろひこ[*]/Hirohiko Kakegawa, 1964년 10월 11일 ~ )는 일본의 남자 성우다. 아오니 프로덕션 소속 사이타마현 출신이다.

## 출연작품

### TV애니메이션
1986년
- 세인트 세이야 (1986년 - 1988년, 라이오네트 오랑 [3], 가이코츠, 파에톤 참모)

1987년
- 에스퍼 마미(사공 , 차장 , 시청 직원 , 점장 , 경비원 , 선생님 , 경관)
- 게게게의 키타로 제3작(정치가 , 아귀1)
- 신 메이플 타운 이야기 팜타운 편 (공사인, 밴드 리더, 운전사, 관측소원)
- 세인트 세이야(라이오 넷트만, 파에튼 참모장)
- 트랜스포머 더☆헤드 마스터포스(배틀 트랩 , 프렌 진지 , 래빗 키드( 제5화) , 드릴 프로그( 제5화))
- 하이스쿨!기면조(츠카사( 제63화))
- 빅쿠리맨(마군 포세이드스 , 악마 응원단 , 묘마 , 마야다 , 축구귀신 , 텔레비전 조수 , 마열사 외)

1988년
- 돌격!남자훈련소(손님, 수행승3, 수행승)
- 싸워라!! 라면맨(게이키)
- 드래곤 볼(마을사람 , 제자)
- 트랜스포머 초신 마스터포스(가드마인다)
- 비밀의 아코짱(제2기)(부하고양이 , 소방 단원 , 중역2 외)
- 명문 제3야구부 (츠치야 히데오)

1989년
- 악마군 (1989년 - 1990년, 항해사, 가하하 3인조, 카<분신>, 오시리스 왕, 플랑네르<2대> 외)
- 맛의 달인 (1989년 - 1991년, 아이카와 주방장 <초대>, 도키야마 외신부장, 쿠리타 신이치 <2대>, 니타 편집장)
- 키테레츠 대백과(톤가리의 아버지(2 대째) , 오가와 형사 , 남자 2, 형사 , 청년 2, 신사 , 마을사람 , 조감독 , 폭주족 A , 외)
- 시티헌터 (프런트 담당, 주인, 신사)
- 신 빅쿠리맨（コカバン、Lクトン公）
- 친푸이 (우편배달, 아나운서, 기사, 지배인, 아버지)
- 드래곤볼Z(안내귀신 , 남자 , 버본)
- 드래곤 퀘스트(오르테가)
- 싸워라! 초 로봇생명체 트랜스포머 V(브레이바 , 쟈르가 , 요크리우)
- 빌리의 뭐든지 상회 (집사)
- YAWARA! (1989년 - 1992년, 곤모리, 가와카미 선생님, 심판, 르네, 데이비스 외)

1990년
- 가리아게군(친구2, 타나카군 , 꽃집주인)
- 치비 마루코짱 제1기 (토카와 선생님)※1990년~1992년
- 드래곤볼Z 단 한 명의 최종 결전: 프리저에게 도전한 Z전사 (사이야1)
- 매지컬 타루루토군 (파일럿)
- 마신영웅전 와타루2(로봇)
- RPG 전설 헤포이(막카산)
- 웃는 세일즈맨 (1990년 - 1992년, 바텐더, 닥터)

1991년
- 울트라맨 키즈 엄마 찾아 3000만 광년 (경찰)
- 금붕어 주의보(타나카야마 , 불량소)
- 근육맨 : 근육성 왕위쟁탈편 (1991년 - 1992년, 근육맨 제브라 [14], 디키맨, 근육맨, 브로켄주니어, 워즈맨, 기생초인 외)
- 21에몬 (1991년 - 1992년, 우키킬라성인, 스즈키라스, 호시노 감찰관, 뽀로로콜리, 누에 외)
- 날아라!호빵맨 (초콜릿 빵맨<2대>, 좌대신<초대>)
- 하이스쿨 미스테리 학원7대 불가사의(담임 , 시노부의 아버지)
- 요코야마 미츠테루의 삼국지(이전, 순유, 우금, 감녕)

1992년
- 크레용 신짱(1992년 - 2009년 블랙터틀 <초대>, 프론트 아저씨, 금각, 아저씨, 남자, 점원, 마스터)
- 아랑전설(엑셀·호크)
- 초전동로보 철인 28호 FX (진행자,레이)
- 소년 아지베2
- 오즈 탐험대 (비스티)
- 재키와 머피 (모리스)
- 엄마는 초등학생4학년(조반니 비틀리, 의사, 주정뱅이, 마을사람 A, 야채가게 감독)

1993년
- 기동전사V건담(1993년 - 1994년, 오이 룽, 크랜스키, 허즈 카이흐, 슈바텐 함장, 마케도니아 병정 A 외)
- 검용전설YAIBA(야가미 , 배트가이)
- GS미카미(은행 지점장 , 나이트메어)
- 쓰요시 정신차려 (큰 남자, 교관)
- 닌타마 란타로 (1993년 - 2021년, 도베 신자에몬, 아메도깨비 <2대>, 쇼자에몬의 조부 <초대>, 잠꼬대 점쟁이, 류오마루 <대역>, 혜키, 히나타 스미오 <대역> 외)
- 용사특급 마이트가인(1993년 - 1994년, 오자와 쇼이치로, 다이노 봄버, 드릴다이버, 닥터 겐파쿠, 마후우, 주임, 닌자)
- 작은 아씨들 난과 죠 선생님(에도)
- 기신병단(고토 마사오)

1994년
- 푸른 전설의 슛! (감독, 선생님, 시시도 카즈시게 <2대>)
- 가라오케 전사 마이크 지로（노토노 하토케）
- 기동무투전 G 건담(포장마차의 거주자 , 딜러)
- 캡틴 츠바사 J
- 레드 바론(오딘)
- 아미테이지3(에디 배로우)

1995년
- 슬레이어즈
- 치비 마루코짱 제2기 (토카와 선생님 , 사사키의 할아버지 , 브타로의 아버지 , 시즈오카의 할아버지 , 아나운서 외)※1995년~현재)※
- 날아라! 이사미
- 황금용자 골드란(맥)

1996년
- 기동신세기 건담 X(그랜트 의장)
- 게게게의 키타로 제4작(서장 외)
- 명탐정 코난(디렉터 , 형사)

1997년
- 초마신영웅전 와타루(트나르카미 대왕)

1998년
- 가사라키(미나모토노 요리미츠)
- 시공탐정 겐시군(에디슨)
- 비밀의 아코짱 제3기(스마일)
- 로스트 유니버스(라그도 메제기스)

1999년
- ∀건담（포레스・니벤）
- GTO(산오우마루 코지 , 시모죠 나라토 , 경비원( 제14화))
- B비다맨 폭외전(닥터 섀도우)
- MASTER키튼(정류장의 사장)

2000년
- 아르젠토 소마(학자 A)
- 육문천외 몬코레 나이트(킬만의 장)

2001년
- 샤먼킹(아나텔)

2003년
- 아따신지(자전거 가게의 점주 , 아나운서)
- 우주의 스텔비아(클트·워그나)

2004년
- 아따신지(아버지의 동료 1)
- 사무라이 건(아르키메데스)
- 탐정학원Q(후쿠오카 카즈야)
- ONE PIECE(햄버그)

2005년
- 아따신지(TV의 소리)
- 오뎅군(파파윈나 외)
- 크레용 신짱(점주)
- Xenosaga THE ANIMATION(요아킴 미즈라히)
- MONSTER(제만 경부)

2006년
- 아따신지(낚시꾼 , TV의 소리)
- Ergo Proxy(이민국 오트레이브 처리과 과장)
- 결계사（무라카미 타다시)
- DEATH NOTE(영어 교사)
- 나왔어요! 파워 퍼프 걸 Z(후르츠점의 점주 , 형제)
- 천보이문 아야카시 아야시(도매상)

2007년
- 게게게의 키타로 제5작(타카기 선생님 외)
- 전뇌 코일(TV의 소리)
- 레 미제라블 소녀 코제트(신부)

2008년
- 게게게의 키타로 제5작(타카기)
- 코드기어스 반역의 를르슈 R2
- 미기일족(미가 켄야)
- 명탐정 코난(지로 요시의 부하)

2009년
- 아냐마루 탐정 키르민즈(배후루츠 비이치로)
- 크레용 신짱(마스터)
- 슬레이어즈EVOLUTION-R(디르기아)
- 창천항로（宋鎰）
- 배틀 스피리츠 소년돌파 바신(키아노(넘버 3))
- 명탐정 코난(점원)
- ONE PIECE(로즈워드 성, 쥬라큘 미호크)

2010년
- 스티치! 새로운 모험

2011년
- 치하야후루

2012년
- 세인트 세이야 오메가（髑髏）
- 디지몬 크로스워즈 ~시간을 달리는 소년 헌터들~
- 원피스: 에피소드 오브 나미 ~항해사의 눈물과 동료의 인연~ (쥬라큘 미호크)

2014년
- 원피스: 3D2Y ~에이스의 죽음을 넘어라! 루피, 동료와의 맹세~ (쥬라큘 미호크)

2015년
- 원피스: ~어드벤처 오브 네브란디아~ (햄버그)

2016년
- 게이트 - 자위대. 그의 땅에서, 이처럼 싸우며 (모리타 총리)
- 이 미술부에는 문제가 있다! (코야마 선생)
- 요괴워치 (안드로이드 야마다, 나레이션)

2017년
- 원피스: 에피소드 오브 동쪽 바다~ 루피와 4명의 동료들의 대모험!!~ (쥬라큘 미호크)

2018년
- 라스트 피리어드 ~끝없는 나선의 이야기~ (나레이션)
- PERSONA5 the Animation (오쿠무라 쿠니카즈)

2019년
- 도라에몽 (TV아사히판 제1기) (스즈키 라스)

2020년
- 게게게의 키타로 (제6기) (모리모토)
- 카구야 님은 고백받고 싶어 ~천재들의 연애 두뇌전~ (후지와라의 아버지)

2021년
- 디지몬 고스트 게임 (2021년 - 2022년, 오오쿠마 교수)

2022년
- 좀더! 성실하게 불성실한 쾌걸 조로리 (가비라)

### OVA
1988년
- 마계도시 신주쿠(토귀)